# Halo (série littéraire)
 (mars 2020).
Si vous disposez d'ouvrages ou d'articles de référence ou si vous connaissez des sites web de qualité traitant du thème abordé ici, merci de compléter l'article en donnant les références utiles à sa vérifiabilité et en les liant à la section « Notes et références ».
Pour les articles homonymes, voir Halo.
Les livres de la série Halo sont inspirés du jeu vidéo éponyme et de son univers. Vingt-six tomes ont été publiés.

## Livres
1. La Chute de Reach ((en) The Fall of Reach, 2001) par Eric Nylund
2. Parasite ((en) The Floods, 2003) par William Dietz
3. Opération First Strike ((en) First Strike, 2003) par Eric Nylund
4. Les Fantômes d'Onyx ((en) Ghosts of Onyx, 2006) par Eric Nylund
5. Contact Harvest ((en) Contact Harvest, 2007) par Joseph Staten
6. Le Protocole Cole ((en) The Cole Protocol, 2008) par Tobias S. Buckell
7. (en) Broken Circle, 2014 par John Shirley
8. Sang nouveau ((en) New Blood, 2015) par Matt Forbeck (en)
9. Les Chasseurs dans l'ombre ((en) Hunters in the Dark, 2015) par Peter David
10. (en) Saint's Testimony, 2015 par Frank O'Connor
11. (en) Last Light, 2015 par Troy Denning
12. (en) Shadow of Intent, 2015 par Joseph Staten
13. (en) Smoke and Shadow, 2016 par Kelly Gay
14. (en) Envoy, 2017 par Tobias S. Buckell
15. (en) Retribution, 2017 par Troy Denning
16. (en) Legacy of Onyx, 2017 par Matt Forbeck
17. (en) Bad Blood, 2018 par Matt Forbeck
18. (en) Silent Storm, 2018 par Troy Denning
19. (en) Renegades, 2019 par Kelly Gay
20. (en) Oblivion, 2019 par Troy Denning
21. (en) Halo: The Rubicon Protocol, 2022 par Kelly Gay

### Saga Forerunner
1. Cryptum ((en) Cryptum, 2011) par Greg Bear
2. Primordium ((en) Primordium, 2012) par Greg Bear
3. Silentium ((en) Silentium, 2013) par Greg Bear

### Trilogie Kilo-5
1. Les Mondes de verre ((en) Glasslands, 2011) par Karen Traviss
2. Le Baptême du feu ((en) The Thursday War, 2012) par Karen Traviss
3. Dictata mortels ((en) Mortal Dictata, 2014) par Karen Traviss